# Chiesa della Santissima Trinità degli Spagnoli (Roma)
La chiesa della Santissima Trinità degli Spagnoli è una chiesa di Roma, nel rione Campo Marzio, all'inizio di via dei Condotti.

## Storia
La chiesa e il convento annesso furono fatti costruire dai Trinitari spagnoli tra il 1741 e il 1746, sotto il pontificato di Benedetto XIV, dall'architetto portoghese Emanuele Rodriguez dos Santos aiutato da Giuseppe Sardi. Intorno al 1880, ridotta al minimo la comunità dei padri trinitari, i Superiori decisero la trasformazione del convento in Collegio per le missioni dell'Estremo Oriente dei Domenicani, cha da quel momento ne diventano i proprietari.
Così scrive l'Armellini, a proposito di questa chiesa:
(Armellini, op. cit., p. 337)

## Descrizione

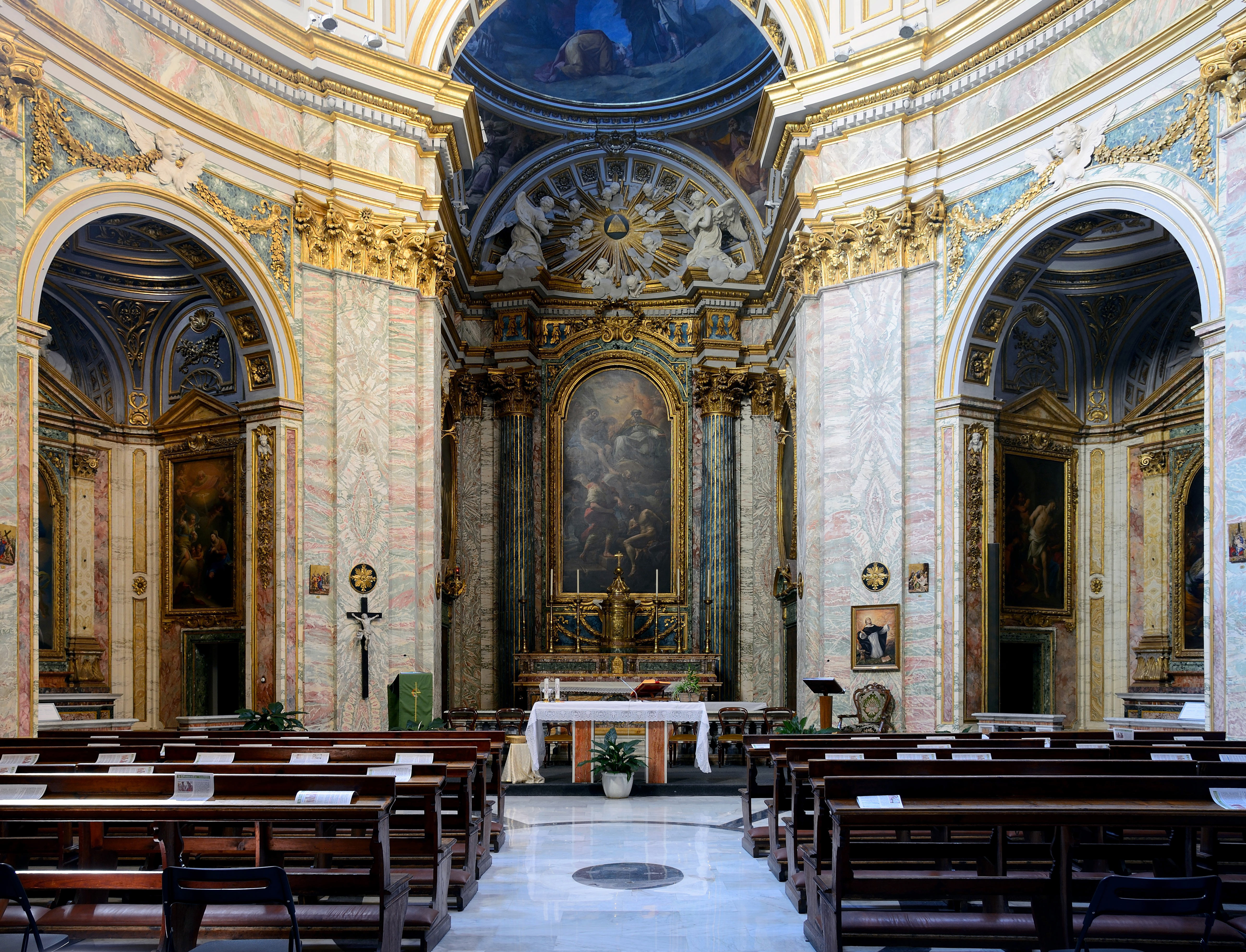
L'interno della chiesa.

La chiesa ha complessivamente un aspetto stilisticamente molto omogeneo, in virtù del fatto che il progetto, la realizzazione e l'impianto decorativo nel suo insieme furono eseguiti negli stessi anni senza sostanziali rimaneggiamenti o alterazioni successive.
La facciata della chiesa è a forma concava, e le sue decorazioni ricordano l'appartenenza della chiesa all'Ordine della Santissima Trinità: vi sono infatti le statue dei due fondatori dell'Ordine, Giovanni de Matha e Felice di Valois.
Inoltre, vi sono le insegne regie del re spagnolo Filippo V, sotto il cui regno la chiesa fu fatta edificare.
L'interno, preceduto da un vestibolo, è a pianta ellittica, con sette cappelle intercomunicanti, quattro a destra (delle quali una presso il vestibolo), e tre a sinistra. 

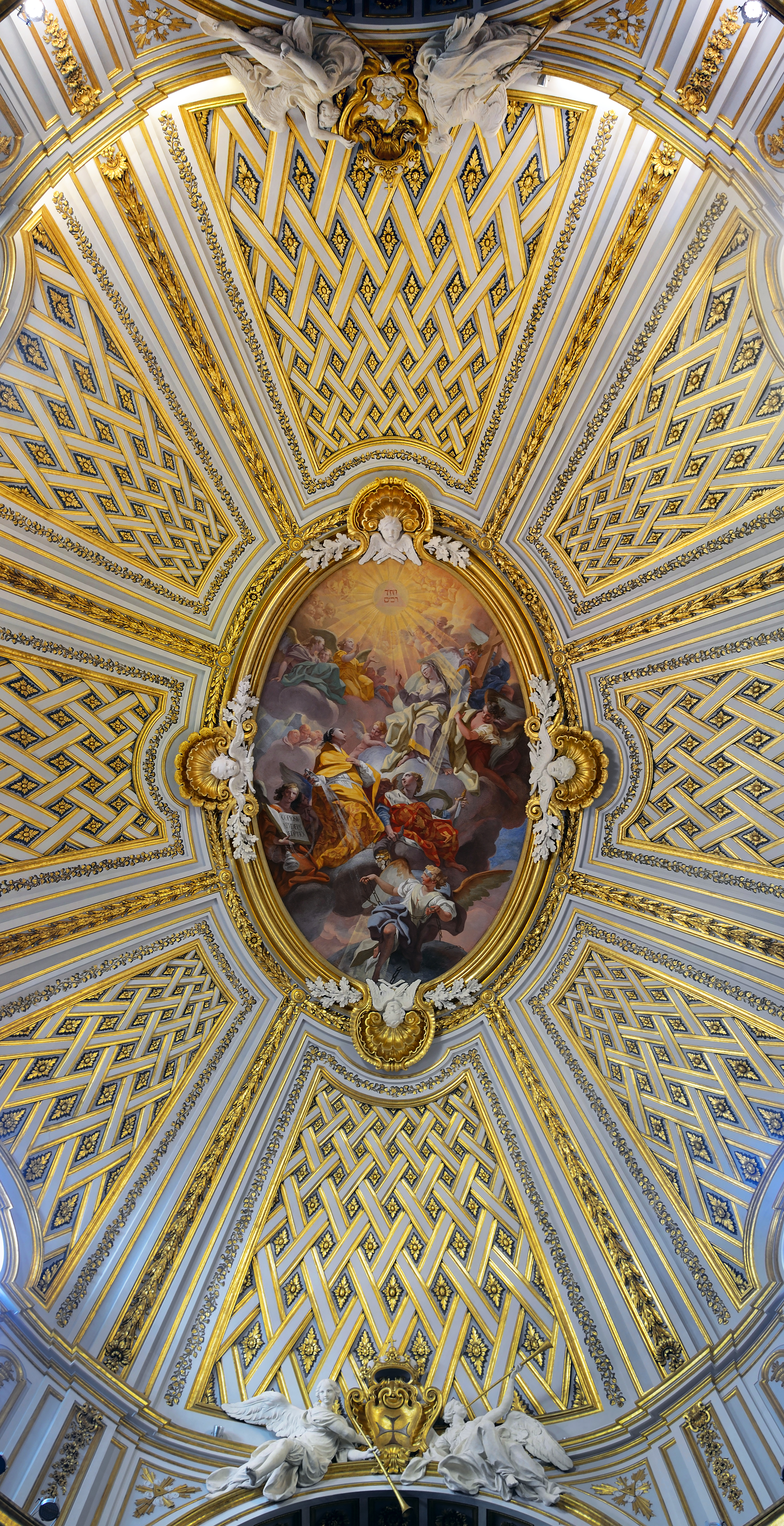
Volta ellittica con affresco San Giovanni di Matha in gloria di Gregorio Guglielmi.

Le pitture presenti nella chiesa sono quelle originali del Settecento, tra cui l'Immacolata Concezione di Francisco Preciado de la Vega realizzato intorno al 1750. Nella volta ellittica della chiesa, è rappresentata, in un quadro ovale, la scena di San Giovanni di Matha in gloria di Gregorio Guglielmi.
Oltre alla cappella del vestibolo dedicata al Sacro Cuore di Gesù, la chiesa ha sei cappelle laterali, tre per lato, nelle quali si trovano numerose tele di Andrea Casali. La prima cappella del lato destro è dedicata a santa Caterina d'Alessandria, il cui martirio è il soggetto della pala d'altare eseguita da Giuseppe Paladino nel 1750. I dipinti delle pareti del Casali raffigurano il miracolo della ruota e il viaggio della santa in Paradiso. Segue la cappella di san Felice di Valois, che nella pala di Andrea Casali viene ritratto mentre libera uno schiavo. Gli affreschi alle pareti ritraggono due episodi della vita del santo, dello stesso autore. La terza cappella è dedicata alla Santissima Addolorata e il ciclo pittorico raffigura la flagellazione di Cristo, la salita al Calvario e la Pietà.
La prima cappella laterale sinistra è dedicata a sant'Agnese. La pala d'altare, il Martirio di Sant'Agnese, fu dipinta nel 1750 da Marco Benefial, mentre Andrea Casali realizzò i due dipinti alle pareti, che raffigurano la martire condotta sul luogo del martirio e una sua apparizione ai suoi genitori. La seconda cappella è dedicata a Giovanni de Matha e la pala che lo raffigura (olio su tela, 275×145 cm) venne realizzata da Gaetano Lapis nel 1750. Alle pareti si trovano degli episodi della vita del santo. La terza ospita l'Immacolata Concezione attribuita a de la Vega, oltre a due opere di Michele Espinosa de la Torre che ritraggono l'Annunciazione e l'Assunzione di Maria.
Alle pareti, il trionfo del finto marmo, di tutti i tipi e colori: nonostante l'apparenza non c'è in tutta la chiesa - salvo i pavimenti e le pietre degli altari - un marmo che non sia finto.
Nel presbiterio spiccano:
- la pala dell'altare maggiore, di Corrado Giaquinto, che raffigura la Santissima Trinità e la liberazione di uno schiavo,
- e la calotta, con la rappresentazione di Abramo e i tre angeli e Abramo e Sara, opere di Antonio González Velázquez.[4]